# 가장 보통의 가족
《가장 보통의 가족》(가보가)는 대한민국의 종합편성채널 JTBC에서 방송되었던 교양 텔레비전 프로그램이다.

## 기획 의도
연예인 가족의 일상 속에서 '보통의 가정'이 공감할 수 있는 가족 심리를 관찰하는 버라이어티 프로그램이다.

## 방송 일정
| 방송 채널 | 방송 기간                         | 방송 시간                     | 비고 |
| --------- | --------------------------------- | ----------------------------- | ---- |
| JTBC      | 2020년 4월 25일 ~ 2020년 6월 27일 | 토요일 저녁 7시 40분 ~ 밤 9시 |      |

## 출연진
- 한고은
- 장성규
- 하하
- 오은영 - 정신건강의학과 의사 교수.

## 에피소드 목록
| 회차 | 방송일자 | 의뢰인                          | 의뢰인  | 의뢰인                          | 의뢰인    | 비고 |
| ---- | -------- | ------------------------------- | ------- | ------------------------------- | --------- | ---- |
| 1    | 4월 25일 | 최병길 & 서유리                 | 부부    | 최정윤 & 윤지우                 | 모녀      |      |
| 2    | 5월 2일  | 최병길 & 서유리                 | 부부    | 아유미 &                        | 모녀      |      |
| 3    | 5월 9일  | 권영기 &                        | 모자    | 강성진 & 이현영                 | 부부·남매 |      |
| 4    | 5월 16일 | 강레오 & 박선주                 | 부부·딸 | 강성진 & 이현영                 | 부부·남매 |      |
| 5    | 5월 23일 | 강레오 & 박선주                 | 부부·딸 | 안소미 & 김우혁                 | 부부·딸   |      |
| 6    | 5월 30일 | 류지광 &                        | 부모    | 안소미 & 김우혁                 | 부부·딸   |      |
| 7    | 6월 6일  | 알베르토 몬디 & 레오나르도 몬디 | 부자    | 최정윤 & 윤지우                 | 모녀      |      |
| 8    | 6월 13일 | 강레오 & 박선주                 | 부부·딸 | 안소미 & 김우혁                 | 부부·딸   |      |
| 9    | 6월 20일 | 홍지민 & 도성수                 | 부부·딸 | 알베르토 몬디 & 레오나르도 몬디 | 부자      |      |
| 10   | 6월 27일 | 홍지민 & 도성수                 | 부부·딸 | 김지연 & 이가윤                 | 모녀      |      |

## 시청률
최저 시청률과 최고 시청률은 시청률 조사회사와 지역별로 시청률에 차이가 있을 수 있습니다.
| 회차 | 방송일   | AGB 시청률     |
| 회차 | 방송일   | 대한민국(전국) |
| ---- | -------- | -------------- |
| 1    | 4월 25일 | 2.243%         |
| 2    | 5월 2일  | 1.613%         |
| 3    | 5월 9일  | 1.787%         |
| 4    | 5월 16일 | 1.915%         |
| 5    | 5월 23일 | 2.148%         |
| 6    | 5월 30일 | 1.968%         |
| 7    | 6월 6일  | 1.821%         |
| 8    | 6월 13일 | 1.526%         |
| 9    | 6월 20일 | 1.828%         |
| 10   | 6월 27일 | 1.689%         |

## 동일 소재 프로그램
- 우리 아이가 달라졌어요 (SBS TV)
- 요즘육아 금쪽같은 내새끼 (채널A)

## 같이 보기
- 일상
- 가족
- 심리학